# Nyssocarinus vittatus
Nyssocarinus vittatus is een keversoort uit de familie van de boktorren (Cerambycidae). De wetenschappelijke naam van de soort werd voor het eerst geldig gepubliceerd in 1960 door Elphinstone Forrest Gilmour.